# Cape Poge Light
Cape Poge Light ist ein erstmals 1801 errichteter Leuchtturm auf der zu Edgartown gehörenden Insel Chappaquiddick auf dem Gebiet des Bundesstaats Massachusetts der Vereinigten Staaten. Er befindet sich im Eigentum der Küstenwache der Vereinigten Staaten, wird jedoch von der Organisation The Trustees of Reservations verwaltet.

## Geschichte
Der erste Leuchtturm an dieser Position, ein 35 ft (10,7 m) hoher Holzturm, wurde im Jahr 1801 errichtet, nachdem der Kongress der Vereinigten Staaten dafür Geldmittel in Höhe von 2.000 US-Dollar (diese Summe entspricht einer heutigen Kaufkraft von ca. 44.000 Dollar) bewilligt hatte. 1844 wurde der Turm für Baukosten in Höhe von 1.600 Dollar (heute ca. 59.800 Dollar) durch ein neues, achteckiges und ebenfalls aus Holz bestehendes Bauwerk ersetzt. 1857 folgte die Umrüstung auf eine Fresnel-Linse 4. Ordnung, und schließlich wurde 1893 ein dritter Leuchtturm errichtet, der heute noch genutzt wird.
Der Turm wurde gleich mehrfach – 1907, 1922, 1960 und zuletzt 1986 – von der Küste weiter ins Inselinnere hinein versetzt. 1943 wurde er automatisiert, so dass 1954 alle bisherigen Begleitgebäude, darunter auch das Wohnhaus des ehemaligen Leuchtturmwärters, abgerissen werden konnten. 1997 wurde die Linse demontiert, instand gesetzt und nach erfolgter Reparatur wieder neu installiert.
Das Bauwerk wurde am 28. September 1987 unter der Nummer 87002040 im Rahmen der Multiple Property Submission Lighthouses of Massachusetts MPS in das National Register of Historic Places eingetragen.
Das Licht des heutigen, mit Solarstrom betriebenen Leuchtturms hat eine Reichweite von 9 sm (16,7 km) und blitzt alle 6 Sekunden weiß auf.